# NGC 2200
NGC 2200 est une galaxie spirale barrée située dans la constellation de la Poupe. NGC 2200 a été découverte par l'astronome britannique John Herschel en 1835.

## Caractéristiques
Sa vitesse par rapport au fond diffus cosmologique est de 4 990 ± 46 km/s, ce qui correspond à une distance de Hubble de 73,6 ± 5,2 Mpc (∼240 millions d'al).
La classe de luminosité de NGC 2200 est III et elle présente une large raie HI.

## Paire de galaxies

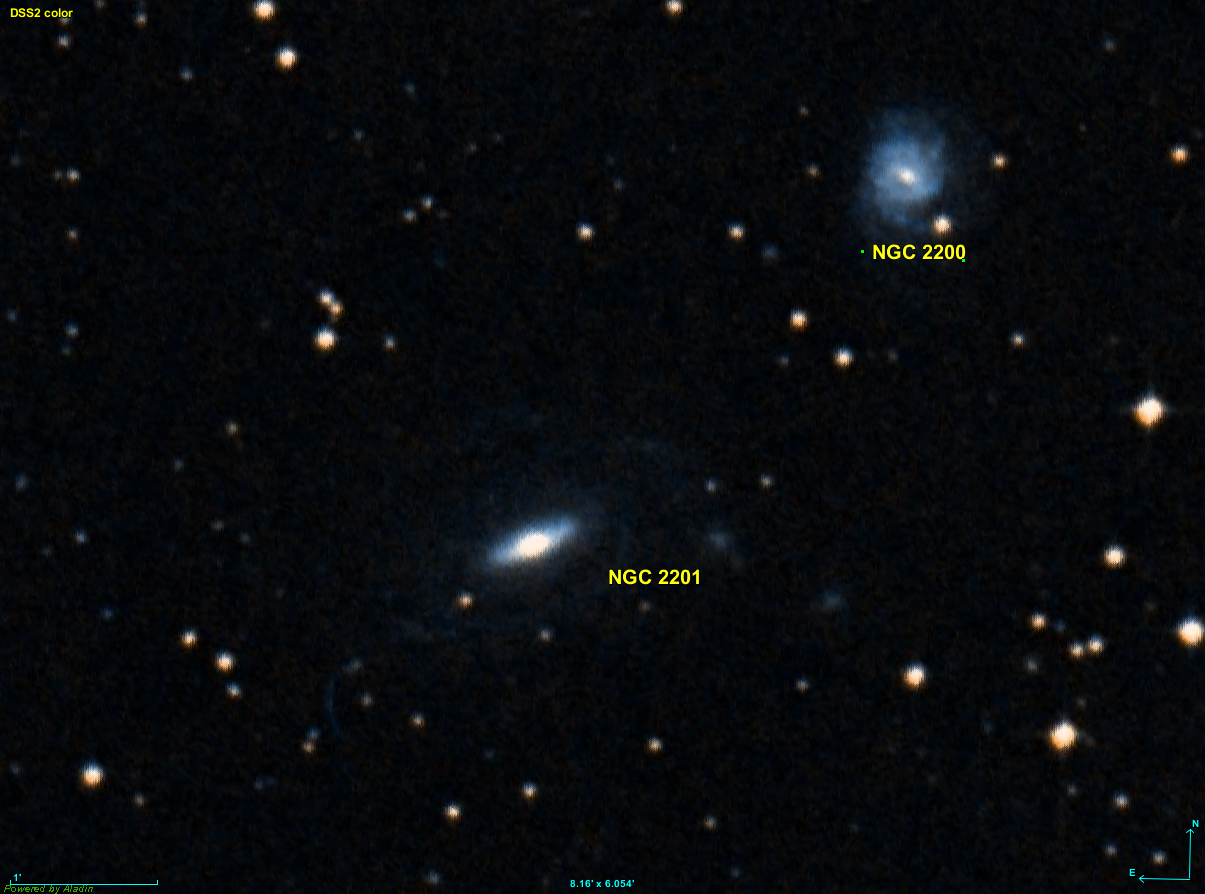
La paire de galaxies NGC 2200 et NGC 2201.

Les galaxies NGC 2200 et NGC 2201 sont voisines sur la sphère céleste et elles sont à la même distance de Hubble. Elles forment donc une paire de galaxies.